# Shyla Stylez
Amanda Hardy Friedland, més coneguda pel noms artístics de Shyla Stylez i Amanda Friedman, (Armstrong, 23 de setembre de 1982 - Armstrong, 9 de novembre de 2017) fou una model i actriu pornogràfica canadenca.

## Biografia

### Inicis
Amanda va néixer i va créixer en un petit poble anomenat Armstrong, a la província de Colúmbia Britànica al Canadà. Des dels 17 anys va saber que volia ser actriu pornogràfica. Després d'acabar l'institut, als 18 anys, es va mudar a Vancouver, Canadà, i va començar a treballar com stripper i model per a diversos llocs porno d'internet.
En el seu temps lliure, es posaria en contacte via e-mail i per telèfon amb diversos estudis per esbrinar com actuar en pel·lícules. Va ser així com va conèixer al director i també actor porno canadenc Erik Everhard, qui la va introduir en la indústria del porno i al costat de qui va rodar la seva primer escena, ja com Shyla Stylez.

### Carrera com a actriu porno

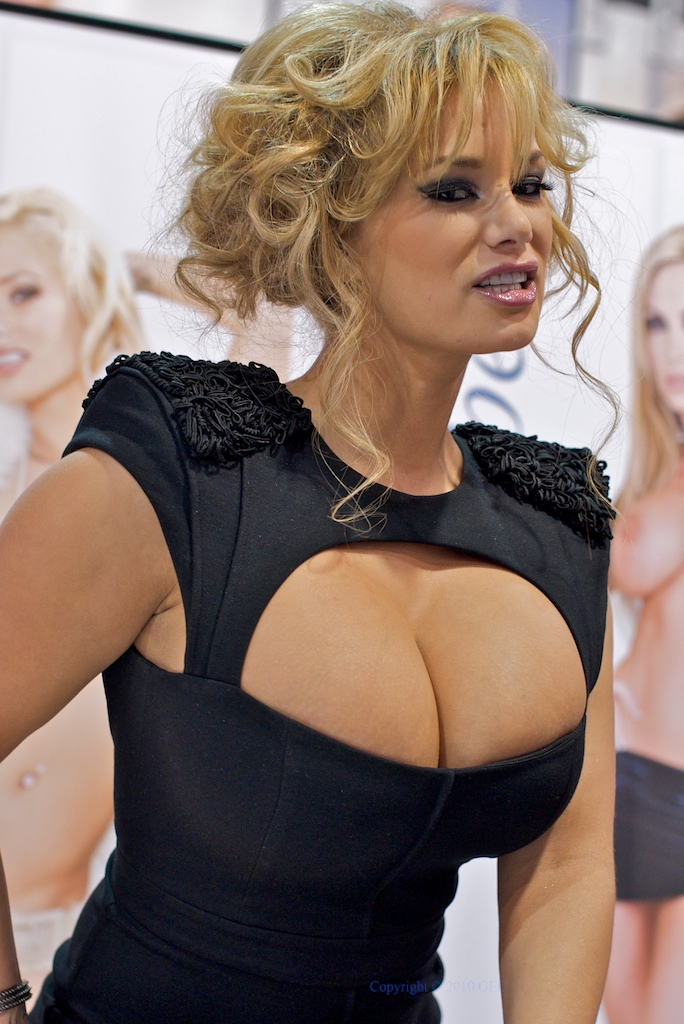
Stylez en el AVN Adult Entertainment Expo (AEE) 2010 de Las Vegas.

Va començar a treballar per a l'estudi gonzo "Anabolic" rodant escenes de sexe dur i practicava habitualment escenes de sexe anal, penetració doble i empassava semen. Al principi treballava amb el nom de Shyla i més tard li va afegir el seu cognom d'actriu porno, convertint-se el seu nom en Shyla Stylez.
El gener de 2002 es va sotmetre a una operació d'augment de sins. No obstant això, l'actriu no va quedar satisfeta amb la primera operació i va tornar a passar pel quiròfan a l'agost del 2002.
Temps després un amic de Shyla li va presentar a l'actriu porno Jill Kelly, que li va oferir treballar per a la seva productora, Jill Kelly Productions. Shyla va rodar diverses escenes per a la productora i va conèixer Bob Friedland, president d'aquesta, amb el qual va entaular una relació sentimental i amb el qual es va casar el 23 d'octubre del 2002 a Los Angeles. Shyla va signar un contracte en exclusivitat amb Jill Kelly Productions, productora amb la qual va treballar fins al 2003, quan Shyla es va divorciar de Bob Friedland. En aquest moment l'actriu es va veure forçada a una retirada involuntària, ja que va preferir no rodar més per a la productora del seu exmarit i no podia treballar per a altres companyies atès que el seu contracte seguia vigent. A principis del 2006 va tornar al cinema porno després d'haver-se sotmès a una nova operació d'augment de pit aconseguint la talla 110.
L'any 2012 va participar en dues pel·lícules, "Booty Bombs" i "I Am Natasha Nice" al costat d'altres estels del cinema pornogràfic (Asa Akira, Lisa Ann, Jayden Jaymes, Mia Nichole, i Alexis Texas).
El 9 de novembre de 2017, la mare de Stylez la trobà inconscient al llit. Fou declarada morta poc temps després, amb 35 anys.

### Controvèrsia
Stylez va estar involucrada en un escàndol amb el primer assistent del comissari del Comtat d'Orange, Califòrnia, George Jaramillo, amb qui va tenir diverses trobades sexuals.

### Altres Treballs
Shyla va ser presentadora d'Un-Wired TV, un programa de televisió independent de Los Angeles l'any 2007.

### Assoliments
En el 2010, Shyla va estar en el top 12 de les actrius porno segons la revista Maxim de Regne Unit.

### Premis i nominacions
- 2003 AVN Award nominee – Best New Starlet[7]
- 2007 Premis XRCO nominats – Best Cumback[8]
- 2007 AVN Award nominee – Best All-Girl Sex Scene, Video – Girlvana 2, Zero Tolerance Entertainment amb Sammie Rhodes i Jenaveve Jolie[9]
- 2008 AVN Award nominee – Best Supporting Actress, Video – Coming Home, Wicked Pictures[10]
- 2008 AVN Award nominee – Best Interactive DVD – My Plaything: Shyla Stylez, Digital Sense[10]
- 2009 AVN Award nominee – Best Tease Performance – Curvy Girls[11]
- 2009 AVN Award nominee – Best POV Sex Scene – Full Streams Ahead[11]
- 2009 AVN Award nominee – Best Group Sex Scene – Pirates II[11]
- 2010 AVN Award nominee – Best POV Sex Scene – Jack's POV 12[12]
- 2011 Urban X Awards Hall of Fame[13]